# 施恩納布河
49°40′54.51″N 12°10′24.70″E / 49.6818083°N 12.1735278°E

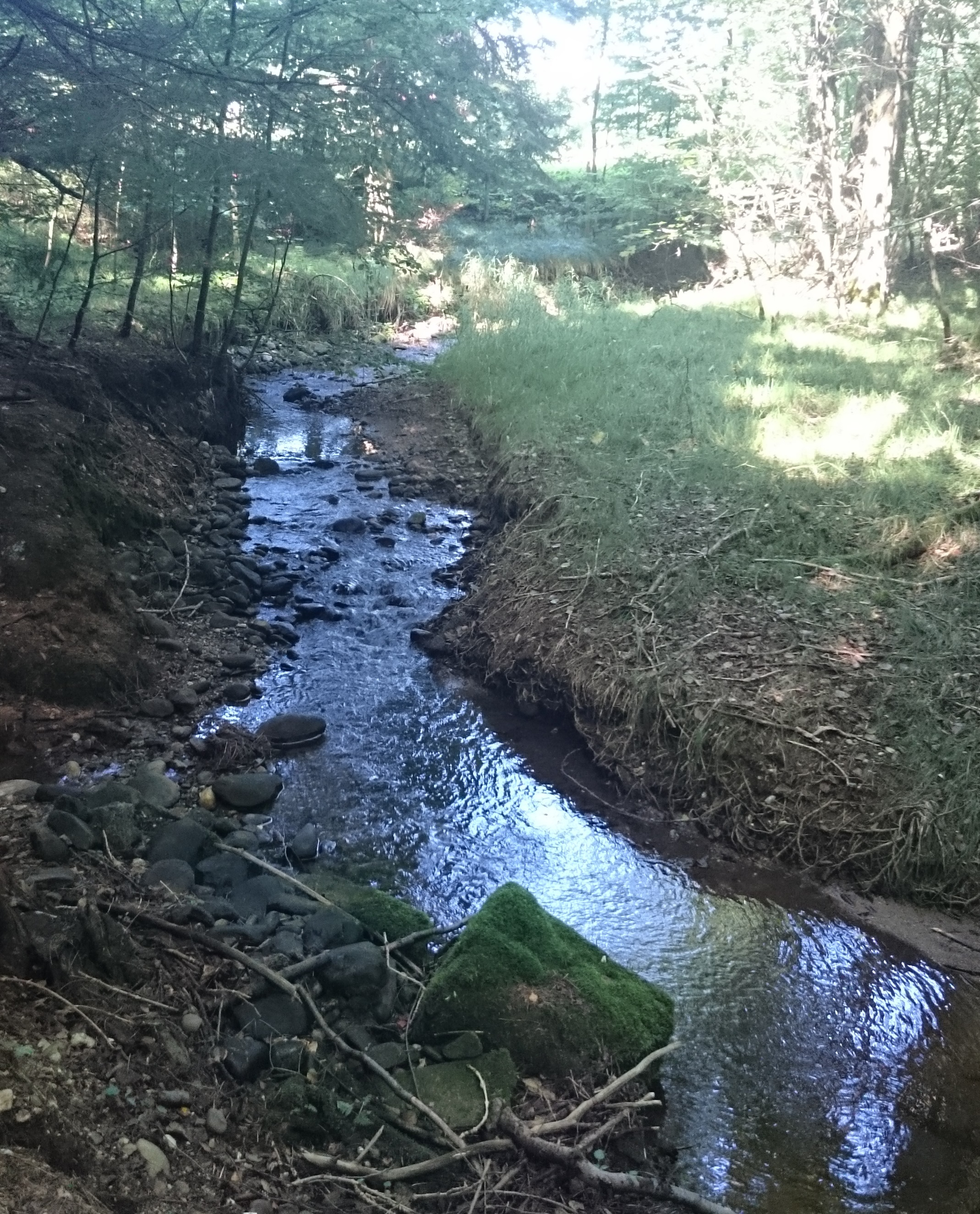

施恩納布河（德語：Schweinnaab），是德國的河流，位於該國東南部，由巴伐利亞負責管轄，屬於納布河的右源，河道全長22.2公里，流經普雷薩特，河口處在魏登。